# Злинковський район
Злинковський муніципальний район — адміністративна одиниця на південному заході Брянської області Росії.
Адміністративний центр — місто Злинка.

## Географія
Площа району – 735 км² (найменший район області за площею). Основні річки: Іпуті, Нетеша, Злинка, Даворка, Цята.

## Історія
Майже вся територія нинішнього Злинковского району до 1919 року входила до Новозибківського повіту Чернігівської губернії УНР (Української Держави), а 1919 року була передана до складу Гомельської губернії РРФСР. 1926 року у зв'язку з розформуванням Гомельської губернії територія увійшла до складу Брянської губернії.
1929 року, з введенням нового адміністративного поділу, губернії і повіти були ліквідовані. Був утворений Злинковський район, який спочатку ввійшов до Клінцовського округу Західної області з центром у м. Смоленськ. 1937–1944 років Злинковський район входив до Орловської області.
5 липня 1944 Указом Президії Верховного Ради СРСР була утворена Брянська область, до складу якої, поряд з іншими, був включений і Злинковський район. 1959 року район був ліквідований, а 1989 року — відновлений.
Наприкінці 2004 року під час Помаранчевої революції тодішній голова Злинківської районної адміністрації Брянської області РФ Микола Зєвако на черговому засіданні оголосив збір підписів за приєднання району до України. Адже відстань до Брянська становить понад 250 км, у той час як до Чернігова — близько 40 км. Зіграла свою роль і розвалена економіка району. Але спроби виявилися марними.

## Демографія
Населення району становить 13,2 тис. осіб (2009), в тому числі в міських умовах проживають близько 8,3 тис.: 5,5 тис. в райцентрі і 2,8 тис. — в селищі Вишків. Усього налічується 42 населених пункти.

## Адміністративний поділ
2005 року після муніципальної реформи в районі є 2 міських та 4 сільських поселень:
Міські поселення:
1. Вишківське міське поселення
2. Злинківське міське поселення

Сільські поселення:
1. Денісковицьке сільське поселення
2. Рогівське сільське поселення
3. Спірідоновобудське сільське поселення
4. Щербініцьке сільське поселення

## Транспорт
Територією району проходить магістральна залізнична лінія Брянськ—Гомель. У селищі Вишків розташована залізнична станція «Злинка» Московської залізниці.

## Цікаві факти
До Злинковського району адміністративно відноситься анклав Медвеже-Саньково, що знаходиться всередині території Добруського району Гомельської області Білорусі.